# Igor Nganga
Pour les articles homonymes, voir Nganga.
Igor N'Ganga, né le 14 avril 1987 à Kinshasa (Zaïre), est un footballeur international congolais, qui joue au poste de défenseur au sein du club suisse du FC Lausanne-Sport.

## Biographie

### Carrière en club
Le 19 juin 2018, Igor s'engage avec le FC Lausanne-Sport, où il a paraphé un contrat de deux ans avec le club vaudois.

### Carrière en sélection
Il joue son premier match avec l'équipe du Congo le 27 mars 2011 face au Ghana (défaite 3-0 au Stade Alphonse-Massamba-Débat).